# Xã Perry, Quận Clay, Indiana
Xã Perry (tiếng Anh: Perry Township) là một xã thuộc quận Clay, tiểu bang Indiana, Hoa Kỳ. Năm 2010, dân số của xã này là 934 người.